# Sàrnia
Sàrnia (Sarnia o Sarmia) és el nom que porta a les obres clàssiques una illa del canal de la Mànega entre la Gàl·lia i Britànnia, que se suposa que és Guernsey.